# جامعة ميناس جيرايس الاتحادية
قالب:استعراض معلومات جامعة
جامعة ميناس جيرايس الاتحادية (بالبرتغالية: Universidade Federal de Minas Gerais‏) هي جامعة عامة فدرالية، تقع في مدينة بيلو هوريزونتي، عاصمة ولاية ميناس جرايس في البرازيل، وهي أكبر جامعة في الولاية وتعتبر الجامعة ثالث أكبر الجامعات في البرازيل. تأسست في 7 سبتمبر 1927. وقد تخرج أكثر من 114247 شخص منذ تأسيس الجامعة في عام 1927.
في عام 2006، أجرت الجامعة إحصاء لعدد الطلاب وقد كانت كالأتي: من مرحلة التعليم الأساسي (الابتدائي والتعليمي والثانوي) كانت المحصلة 1343 طالبا؛ 22202 طالبا في مرحله التعليم الجامعي؛ 4924 في التخصص؛ 3470 الماجستير؛ و2096 من حصلوا على الدكتوراه.
في 2015، استقبلت الجامعة حوالي 000 49 طالب. وكانت ميزانتها في 2015 في حدود 375,32 317 271 1 ريال برازيلي أي حوالي 338 مليون دولار أمريكي.

## التاريخ
جامعه ولايه ميراس جيرايس هي أقدم جامعة في الولاية، ويرتبط تاريخها بالقوة الأولى في الدولة. وكانت أول جامعة مؤسسة للتعليم العالي في ولاية ميناس جيرايس في «كلية الصيدلة» الذي يعود تاريخها إلى عام 1839، وكانت تقع في أورو بريتو، عاصمة الولاية السابقة عندما كانت البلاد لا تزال تحت النظام الإمبراطوري. وفي عام 1907، تم إنشاء مدرسة الحرة لطب الأسنان وذلك بعد أربع سنوات من إنشاء كلية الطب وكلية الهندسة.

## مقالات ذات صلة
- يلا ماتش بث مباريات اليور⚽⚽و اليوم
- الجامعات والتعليم العالي في البرازيل

## وصلات خارجية
- يلا ماتش مشاهدة مباريات⚽ اليوم .